# Mouchè d'Aïlaber
Mouchè d'Aïlaber ou Mouché Aïlaberetsi (en arménien Մուշե Այլաբերցի) est un catholicos de l'Église apostolique arménienne de 526 à 534.

## Biographie
Originaire d'Aïlaber dans la province de Godaïk'h, Mouché succède en 526 au catholicos Samuel d'Ardzké. Fidèle aux principes du premier concile de Dvin de 506, il est suivi sur le trône catholicossal par Sahak II d'Oughki en 534.